# Macario Ofilada
Macario Ofilada Mina (Manila, 1971) es un filósofo y escritor filipino contemporáneo en lengua española, siendo un activo hispanista, miembro de la Academia Filipina. Fue distinguido con el Premio José Rizal de las Letras Filipinas y el Premio Abad.

## Biografía
Macario Ofilada estudió filosofía y teología en la Universidad de Santo Tomás de Manila, doctorándose en Filosofía posteriormente en la Universidad de Salamanca, en España. Es considerado un especialista en San Juan de la Cruz,  habiendo escrito profusamente sobre él y sobre filosofía, aunque también sobre temas filipinos.
Es descendiente de Josefina Bracken, que fue novia de José Rizal (y con el que presuntamente se casó antes de ser fusilado) y sobre la que ha editado la biografía titulada “Errante golondrina”.

## Libros (selección)
- 2002. San Juan de la Cruz. El sentido experiencial del conocimiento de Dios. .. Editorial Monte Carmelo.[3][4]
- 2003, Errante golondrina. Biografía de Josefina Bracken, pareja de José Rizal.[5]
- 2014. La singularidad de la literatura filhispana. Transmodernity, Volume 4, Issue 1, Fall 2014, https://escholarship.org/uc/ssha_transmodernity/4/1. Biblioteca Virtual instito Cervantes.[6] https://escholarship.org/uc/item/1ps210q7</ref>
- 2017, Abad de Dios, Barcelona, Editorial Hispano-Árabe (novela. Colección Oriente).
- 2019,  Salmos heridos, Algunos pecados de juventud y Gymnopedies astrales, Barcelona, Editorial Hispano-Árabe (poemario. Colección Oriente).
- 2021, Anámnesis y otras metáforas de la memoria, Barcelona, Editorial Hispano-Árabe (poemario. Colección Premio Abad).